# The Unseen

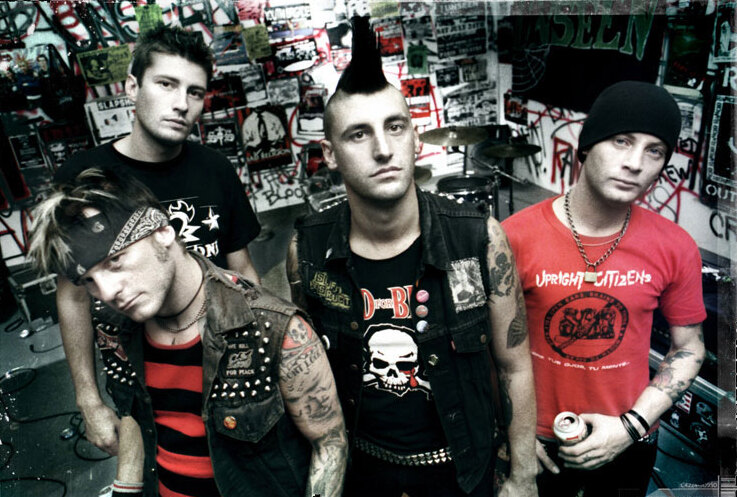
The Unseen

The Unseen är ett amerikanskt streetpunkband från Boston, Massachusetts, bildat 1993. De har gjort låtar som "Scream Out", "Force Fed", "Final Execution" och "False Hope".
Bandet består för tillfället av fem medlemmar: Mark, Tripp, Scott, Melzard och Jonny. De producerar sedan 2005 sina skivor genom skivbolaget Hellcat Records.
Deras första EP, Protect and Serve, kom 1996 och sedan dess har de gjort åtta album med, EP inräknade. De har gjort covers på bland annat Misfitslåten "Halloween" och The Rolling Stones "Paint it Black".
De har spelat ett antal gånger på Vans Warped Tour och haft spelningar tillsammans med Anti-Flag och The Casualties. 

## Medlemmar
- Mark Unseen - trummor (1993-2003), sång (1993- )
- Tripp Underwood - bas, sång (1993- )
- Scott Unseen - gitarr, sång (1993- )
- Pat Melzard - trummor (2002- )
- Jonny - gitarr, sång (2006- )

### Tidigare medlemmar
- Paul Russo - sång, gitarr, trummor, bas (1995-2003)
- Brian "Chainsaw" Reily - gitarr, sång (1997-1999)
- Marc Carlson - sång (1993-1995)

## Diskografi
- 1998 – Lower Class Crucifixtion
- 1999 – So This Is Freedom
- 2000 – Totally Unseen: The Best of the Unseen
- 2001 – The Anger and The Truth
- 2002 – The Complete Singles Collection 1994-2000
- 2003 – Explode
- 2005 – State of Discontent
- 2007 – Internal Salvation